# Eupithecia gradatilinea
Eupithecia gradatilinea är en fjärilsart som beskrevs av Louis Beethoven Prout 1916. Eupithecia gradatilinea ingår i släktet Eupithecia och familjen mätare. Inga underarter finns listade i Catalogue of Life.